# Heliumverdunningsmethode
De heliumverdunningsmethode is een van de onderzoekmethoden die gebruikt worden bij longfunctieonderzoek. Deze methode dient om het longvolume (correcter: het volume van de  ruimte in de longen) te bepalen.

## Uitvoering van de test
De proefpersoon wordt aangesloten op een speciaal longfunctie-apparaat en krijgt de opdracht om in een normaal tempo en een normale diepte te ademen. Op het moment van stabiel ademen (grafisch zichtbaar op het computerscherm), wordt een kleppensysteem omgezet en de patiënt wordt hierdoor aangesloten op een bekend volume van een gasmengsel dat een bekende concentratie helium bevat. Dan ademt de proefpersoon gedurende minimaal vier minuten door. De meettijd is afhankelijk van de snelheid waarop het helium zich homogeen (gelijkmatig) verdeelt in de longen. Bij grote ventilatiestoornissen in de luchtwegen en longen zal deze verdelingstijd (equilibratietijd) veel langer duren.

## De berekening

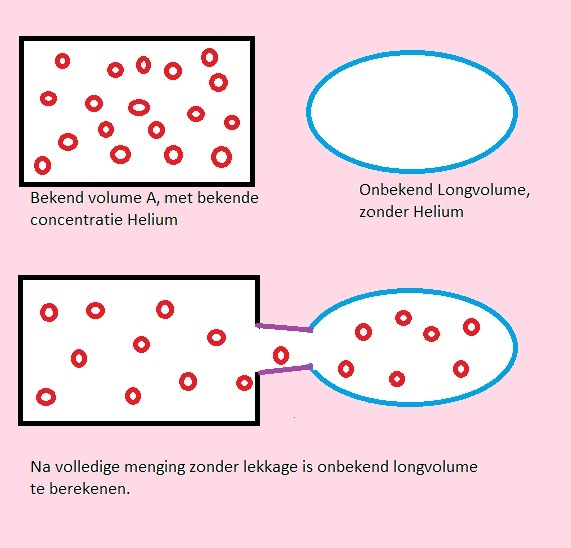
Heliumverdunningsmethode Heliumdilutietechniek

Het helium dat bij het begin van de test alleen in het apparaat bevond, verdeelt zich uiteindelijk gelijkmatig over het apparaat en de longen samen. De concentratie in het apparaat daalt; die in de longen (die aanvankelijk nul was) stijgt. Zie het schema hiernaast.
Doordat het volume van het gas in het apparaat bekend is, is het door de heliumconcentratie in de eindsituatie te meten en te vergelijken met die aan het begin van de test, mogelijk het longvolume te berekenen.
Deze berekening is in de praktijk tamelijk complex, omdat de boven geschetste situatie in werkelijkheid niet realistisch is. De proefpersoon zou het spoedig zeer benauwd krijgen door steeds dezelfde lucht in en uit te ademen. Daarom is het nodig om tijdens de test zuurstof toe te voegen en koolstofdioxide (CO2) weg te vangen. Bovendien neemt het lichaam zuurstof op en voegt CO2 aan het systeem toe, wat beide van invloed is op het totale gasvolume. Er moet bovendien rekening gehouden worden met nog enkele factoren zoals de verandering van temperatuur en vochtgehalte.

## Waarom wordt helium gebruikt?
- Helium is niet giftig.
- Helium is goed en betrouwbaar te meten / detecteren met een snelle gasanalysator.
- Het lost nagenoeg niet op in water en bindt zich niet aan bloed, dus geen diffusie naar de bloedcirculatie.
- Het is een edelgas en gaat daardoor geen reactie aan met andere gassen of stoffen in de longen.
- Komt van nature niet voor in de longen (niet-residentieel gas).